# Edward Arthur Milne
Edward Arthur Milne FRS (14. února 1896 – 21. září 1950) byl britský astrofyzik a matematik.

## Život
Milne se narodil ve městě Kingston upon Hull v Yorkshiru v Anglii. Absolvoval Hymers College a zde získal stipendium v oboru matematika a přírodní vědy na Trinity College v Cambridgi. Získal největší počet bodů, který kdy byl u zkoušek dosažen.[zdroj?] V roce 1916 se připojil ke skupině matematiků pod vedením Archobalda Hilla na ministerstvu pro munici. Zde pracoval v oblasti balistiku protiletadlového dělostřelectva. Později se stal odborníkem na zvukovou lokalizaci. V roce 1917 se stal poručíkem v dobrovolnických rezervách královského námořnictva. Byl členem Trinity College, kde působil v letech 1919-1925, mezitím v letech 1920-1924 byl asistentem ředitele observatoře sluneční fyziky, dále krátce přednášel na fakultě matematiku a také astrofyziku v období 1922-1925. Mezi roky 1924 - 1928 byl profesorem aplikované matematiky na Victoria University of Manchester, poté byl jmenován profesorem matematiky na Wadham College. Milneovy dřívější práce se týkaly matematické astrofyziky. Ve 30. letech se zabýval teoriemi relativity a kosmologií. Dále se zabýval vnitřní strukturou hvězd. V letech 1943 až 1945 byl prezidentem Královské Astronomické Společnosti. V průběhu druhé světové války se opět věnoval balistice.
Zemřel na infarkt v Dublinu v Irsko, zatímco se chystal vydat soubor přednášek. Ty lze nalézt v jedné z jeho posledních publikovaných knih: Modern Cosmology and the Christian Idea of God (1952).
V roce 2015 bylo otevřeno centrum E. A. Milnea pro Astrofyziku na University of Hull.

## Výzkum hvězdných atmosfér a struktury hvězd
Ve dvacátých letech se Milne zabýval výzkumem hvězd, zejména vnější vrstvy, známé jako hvězdná atmosféra, která produkuje záření pozorované ze Země. Byla považována za šedou atmosféru, což je zjednodušující aproximace, ve které je síla absorpce světla horkého ionizovaného plynu stejná na všech vlnových délkách. Tato předpověď jak se teplota mění v jednotlivých částech atmosféry, včetně matematického vyjádření je nyní známá jako Milneova rovnice. Vypočítal také jak se intenzita světla z hvězdy mění s vlnovou délkou na základě tohoto modelu.
Milne poté zvážil realističtější případ, kdy se síla absorpce světla v plynu uvnitř hvězdy (vyjádřené součinitelem absorpce) mění s vlnovou délkou. Pomocí zjednodušujících předpokladů vypočítal, jak síla absorpce závisí na vlnové délce v případě Slunce. Jeho výsledky nemohly být vysvětleny adekvátně v té době, ale později bylo díky
negativně nabitým iontům vodíku (H−) prokázáno, že šlo o hlavní přispěvatele k Milneovým výsledkům.
Milneho práce s Ralph H. Fowler se věnovala tomu, jak silné spektrální čáry hvězd závisí na jejich spektrálním typu. V tomto případě se aplikuje práce Meghnad Saha o ionizaci plynů hvězdné atmosféry.
Milne pracoval na otázce struktury hvězd ve dvacátých a třicátých letech. Často se názorově rozcházel s Arthurem Eddingtonem.

## Výzkum kosmologie a teorie relativity
Od časných třicátých let se zajímal o teorie relativity a kosmologii.
Od roku 1932 pracoval na problému "rozpínajícího se vesmíru" a v publikaci Relativity, Gravitation and World-Structure (1935), navrhla alternativu k Einsteinově obecné relativitě. S McCreou také ukázal, že tři modely, které tvoří základy moderní kosmologie poprvé navržené Friedmannem v roce 1922 pomocí obecné teorie relativity, mohou být rovněž odvozeny pouze pomocí Newtonovské mechaniky.

## Teorie relativity, gravitace, a struktura světa
Hlavní rozdíl mezi Milneho modelem rozpínajícího se vesmíru a Einsteinovým modelem rozpínajícího se vesmíru bylo to, že Milne a priori nepředpokládal, že vesmír má homogenní rozložení hmoty. Nezahrnul tedy gravitační interakci do modelu.
Milne tvrdil, že v kontextu Einsteinovy speciální teorie relativity a relativity současnosti je nemožné aby byl nestatic vesmír homogenní. Totiž, pokud se vesmír rozpíná jeho hustota klesá v průběhu času a pokud se dva regiony zdají mít stejnou hustotu ve stejnou dobu pro jednoho pozorovatel, další pozorovatel nebude pozorovat stejnou hustotu. Nicméně pokud každý pozorovatel měří jeho místní hustotu ve stejném dohodnutém vlastním čase, naměřená hustota by měla být stejná. V Minkowského souřadnice tato konstanta vlastního času tvoří hyperbolický povrch, který nekonečně rozšiřuje světelný kužel události vzniku vesmíru. To je pravda, i když se vlastní čas blíží k 0, času vzniku vesmíru. Vesmír je tedy nekonečný již v čase svého vzniku.
Milne model je proto koule s přibližně homogenním rozložení hmoty uvnitř několika miliard světelných let od středu, která se pak zvyšuje na nekonečnou hustotu. Může být prokázáno, že tato nekonečná hustota je vlastně hustota vesmíru v okamžiku velkého třesku. Kulové rozložení je unikátní v tom, že je v podstatě stejné po Lorentzově transformaci, kromě toho že různé stacionární částice jsou v centru. Jde o jedinou distribuci, která má tuto vlastnost a jde o jediná distribuce, která by mohla uspokojit kosmologický princip "žádného preferovaného referenčního rámce." Na základě tohoto kosmologického principu vytvořil Milne model, který může být popsán zcela v rámci Euklidovské geometrie.
V roce 1935 vydal pomocí tohoto modelu předpověď kosmického záření pozadí, které mělo mít mnohem jiný charakter, než předpovídal Eddington. Ve skutečnosti, mnoho pasáží v knize Relativity, Gravitation and World Structure je věnováno útokům na Eddingtonovy předsudky.

## Ocenění
- Řád britského impéria (1918)
- Smithova cena (1922)
- Gold Medal of Royal Astronomical Society (1935)
- Medaile Catheriny Bruceové (1945)

Pojmenováno po něm
- Kráter Milne na Měsíci

## Publikace
- Thermodynamics of the Stars, Berlin: J. Springer, 1930.
- The White Dwarf Stars, Oxford: Clarendon Press, 1932.
- Relativity, gravitation and world-structure, Oxford: Clarendon Press, 1935.
- The Inverse Square Law of Gravitation, London: Harrison and Son, 1936.
- The Fundamental Concepts of Natural Philosophy, Edinburgh: Oliver & Boyd, 1943.
- Kinematic relativity; a sequel to Relativity, gravitation and world structure, Oxford: Clarendon Press, 1948.
- Vectorial Mechanics, New York: Interscience Publishers, 1948.
- Modern Cosmology and the Christian Idea of God, Oxford: Clarendon Press, 1952.
- Sir James Jeans: A Biography, Cambridge University Press, 1952.